# Irma Passoni
Irma Rosseto Passoni (Concórdia, 5 de abril de 1943) é uma professora e política brasileira que exerceu três mandatos de deputada federal por São Paulo. Atuou como freira, mas deixou o hábito para trabalhar com movimentos de moradores da periferia paulistana. Ela trabalhou também como administradora hospitalar no Hospital Municipal do Ipiranga e é uma das fundadoras do Movimento do Custo de Vida (MCV).
Sua carreira esteve atrelada a temáticas como os movimentos de moradores das periferias, o trabalho das donas de casa, as Comunidades Eclesiais de Base e a tecnologia.

## Dados biográficos
Filha de Jady Rosseto (1917-1989) e Teresa Slongo Rosseto (1919-1990), um casal de agricultores e comerciantes nascidos no interior do Rio Grande do Sul e filhos de imigrantes italianos. Mudou-se para São Paulo em 1959 e passou a estudar no Instituto Beatíssima Virgem Maria, associado à Congregação de Jesus e, na sequência, no Colégio Nossa Senhora Aparecida, onde concluiu o seu Curso Magistério. Começou a trabalhar em 1964 como professora e, no ano seguinte, tornou-se freira do Instituto Beatíssima Virgem Maria até abandonar o hábito em 1971, ano em que iniciou os cursos de pedagogia e de administração e supervisão escolar na Faculdade de Filosofia Nossa Senhora Medianeira, em São Paulo. Naqueles anos adotou o nome de Irmã Angélica, uma prática comum de sua irmandade. Trabalhou também no Hospital Municipal do Ipiranga em meio à epidemia de meningite que assolou São Paulo em 1974.
No ano de 1973 Irma participou da fundação do Movimento do Custo de Vida (MCV) junto a outras mães e donas de casa que moravam no Jardim Ângela. Junto a esse grupo, ela participou de encontros, eventos e manifestações políticas. Também, estava presente nas homenagens ao operário Santo Dias da Silva, seu vizinho e companheiro de militância, assassinado pela polícia em 31 de outubro de 1978 em frente a uma fábrica na Zona Sul de São Paulo.
Casou-se com o antropólogo Armelindo Passoni no ano de 1976, com quem teve dois filhos.

## Carreira Política
Politicamente ligada às Comunidades Eclesiais de Base da Igreja Católica, Irma Passoni foi escolhida com Aurélio Peres para concorrer a uma vaga na Assembleia Legislativa do Estado de São Paulo (ALESP). Para tanto, filiou-se ao Movimento Democrático Brasileiro (MDB) e foi eleita deputada estadual em 1978.
Nos anos seguintes ela e o deputado Eduardo Suplicy participaram das articulações para a criação do Partido dos Trabalhadores (PT), grupo pelo qual ocupou cargos de direção e deu sequência à sua vida política, elegendo-se deputada federal em 1982. Naquele ano foi questionada pelas redatoras do jornal Mulherio se era feminista. Irma não negou que era, mas buscou se distanciar de grupos de classe média e ressaltar seu compromisso com as trabalhadoras da periferia. Nesse período votou a favor da Emenda Dante de Oliveira em 1984 e, atendendo à orientação de seu partido, ausentou-se da eleição presidencial indireta realizada pelo Colégio Eleitoral em 1985.
Em 1986 Irma foi eleita para A Assembleia Nacional Constituinte e participou da elaboração da Constituição de 1988, atuando principalmente com temáticas relativas aos direitos das mulheres, chegando a participar da entrega da Carta das Mulheres Brasileiras aos Constituintes em 1987. Reeleita em 1990, Irma passou a atuar com questões relacionadas à tecnologia e votou pelo impeachment de Fernando Collor em 1992.
Durante o governo do presidente José Sarney, Irma Passoni atuou no processo de criação do Conselho Nacional dos Direitos da Mulher (CNDM), no ano de 1985. Também, participou da Comissão de Ciência e Tecnologia da Câmara dos Deputados e a presidiu em 1992, além de ser relatora da Comissão Parlamentar Mista de Inquérito que se debruçou sobre as Causas e Dimensões do Atraso Tecnológico, a qual foi encabeçada pelo Senador Mário Covas.
Derrotada ao buscar a reeleição em 1994, desligou-se do PT para assessorar o ministro das Comunicações Sérgio Motta, durante o primeiro ano do governo Fernando Henrique Cardoso. Filiou-se ao Partido Popular Socialista (PPS) em 1995, mas retornou ao PT no ano seguinte, vindo a trabalhar no setor de televisão por assinatura das Organizações Globo.
Em 2004 candidatou-se a uma vaga na Câmara Municipal de São Paulo pelo PT, mas não conseguiu se eleger, passando a se dedicar exclusivamente às atividades do Instituto de Tecnologia Social.

## Instituto de Tecnologia Social (ITS-Brasil)
Em 2001 Irma Passoni participou da fundação do Instituto de Tecnologia Social, uma OSCIP responsável pela inclusão digital de trabalhadores e jovens. No ano de 2018 recebeu, em conjunto com as demais deputadas que compuseram a Bancada Feminina da Assembleia Constituinte de 1987, o Diploma Bertha Lutz, uma homenagem conferida pelo Senado Federal a mulheres que se destacaram na esfera política brasileira.

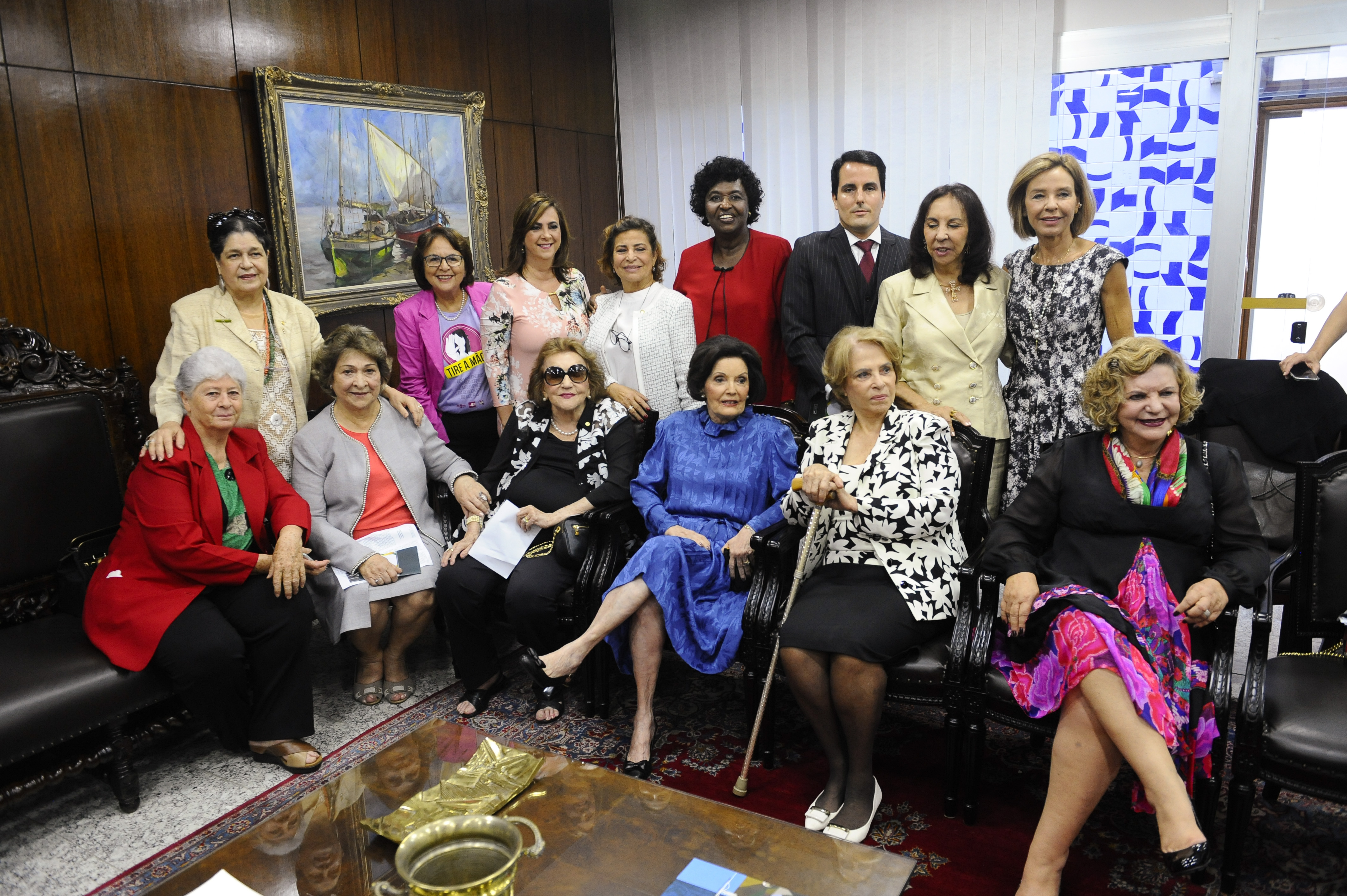
Irma Passoni e outras ex-deputadas constituintes que foram agraciadas com o Prêmio Bertha Lutz em 2018.

Irma se afastou das atividades do ITS-Brasil no ano de 2020, em meio à pandemia de COVID-19. No ano de 2023 ela recebeu a Medalha do Mérito Legislativo da Câmara dos Deputados como reconhecimento aos serviços prestados para o Congresso Nacional durante os seus três mandatos na casa.